# U-17-Fußball-Europameisterschaft 2012
Die Endrunde der 30. U-17-Fußball-Europameisterschaft fand vom 4. bis 16. Mai 2012 in Slowenien statt. Im Finale standen sich die beiden Finalisten des Vorjahres Deutschland und die Niederlande erneut gegenüber und wieder konnten die Niederländer gewinnen.

## Qualifikation
52 U-17-Nationalteams – und damit außer Gastgeber Slowenien alle Mitglieder der UEFA – nahmen an der ersten Qualifikationsrunde teil. Gastgeber Slowenien war als einzige Mannschaft automatisch für die Endrunde gesetzt.
Die erste Qualifikationsrunde begann am 21. September 2011 und wurde am 2. November 2011 abgeschlossen. Die Eliterunde begann am 20. März 2012 und endete am 31. März 2012.
In der ersten Qualifikationsrunde konnten sich Deutschland und die Schweiz durchsetzen und die Eliterunde erreichen. Deutschland gewann alle seine drei Spiele ohne Gegentor – 5:0 gegen Gastgeber Estland, 1:0 gegen Albanien und 2:0 gegen die Slowakei. Die Schweizer endeten auf Platz 2 in ihrer Gruppe nach Sieg (5:1) gegen Island, Unentschieden (0:0) gegen Griechenland und Niederlage (2:3) gegen Gastgeber Israel. Österreich verfehlte die Qualifikation in seiner Gruppe, als sie ein Sieg (2:0 gegen Zypern) und zwei Niederlagen (1:2 gegen Gastgeber Dänemark und 2:3 gegen Italien) errungen haben.
In der Eliterunde setzte sich Deutschland als Gastgeber mit zwei Siegen (4:0 gegen die Türkei und 2:1 gegen Bulgarien) und einem Unentschieden (0:0 gegen Portugal) souverän als Tabellenerster durch. Die Schweizer Spieler verloren alle ihre Spiele (0:2 gegen Schweden, 1:2 gegen Gastgeber Frankreich und Italien) und endeten auf dem letzten Platz.

## Modus
Die acht qualifizierten Mannschaften wurden auf zwei Gruppen zu je vier Mannschaften aufgeteilt. Innerhalb der Gruppen spielte jede Mannschaft einmal gegen jede andere. Die Gruppensieger und Gruppenzweiten erreichten das Halbfinale. Deren Sieger erreichten das Finale; Platz drei wurde nicht ausgespielt. Die reguläre Spielzeit betrug zweimal 40 Minuten. Ab dem Halbfinale folgte nach unentschiedenem Spielstand nach der regulären Spielzeit keine Verlängerung, sondern direkt im Anschluss ein Elfmeterschießen.

## Teilnehmer
An der Endrunde nahmen die folgenden acht Teams teil:
| - Belgien - Island - Deutschland - Frankreich | - Georgien - Niederlande - Polen - Slowenien |

### DFB-Auswahl
| Nr. | Spieler            | Verein                   |
| --- | ------------------ | ------------------------ |
| 01  | Oliver Schnitzler  | Bayer 04 Leverkusen      |
| 02  | Pascal Itter       | 1. FC Nürnberg           |
| 03  | Jeremy Dudziak     | Borussia Dortmund        |
| 04  | Marian Sarr        | Bayer 04 Leverkusen      |
| 05  | Niklas Süle        | TSG 1899 Hoffenheim      |
| 06  | Nico Brandenburger | Borussia Mönchengladbach |
| 07  | Julian Brandt      | VfL Wolfsburg            |
| 08  | Leon Goretzka      | VfL Bochum               |
| 09  | Said Benkarit      | Borussia Dortmund        |
| 10  | Max Meyer          | FC Schalke 04            |
| 11  | Maximilian Dittgen | FC Schalke 04            |
| 12  | Marvin Schwäbe     | Eintracht Frankfurt      |
| 14  | Marc Oliver Kempf  | Eintracht Frankfurt      |
| 15  | Kevin Akpoguma     | Karlsruher SC            |
| 16  | Niklas Stark       | 1. FC Nürnberg           |
| 19  | Timo Werner        | VfB Stuttgart            |
| 20  | Marc Stendera      | Eintracht Frankfurt      |
| 22  | Felix Lohkemper    | VfB Stuttgart            |

- Trainer: Stefan Böger

## Austragungsorte
Die Endrundenspiele wurden in vier Städten ausgetragen, der Landeshauptstadt Ljubljana (Stadion Stožice), sowie in Maribor (Ljudski vrt), Domžale (Športni park Domžale) und Lendava (Športni park Lendava).

## Vorrunde
Die Vorrunde wurde in zwei Gruppen mit jeweils vier Teams ausgetragen. Die zwei Gruppensieger und Zweitplatzierten qualifizierten sich für das Halbfinale. Bei Punktgleichheit entschied zuerst der direkte Vergleich und danach die Tordifferenz über die Rangfolge.

### Gruppe A
| Pl. | Land        | Sp. | S | U | N | Tore    | Diff. | Punkte |
| --- | ----------- | --- | - | - | - | ------- | ----- | ------ |
| 1.  | Deutschland | 3   | 3 | 0 | 0 | 005:000 | +5    | 09     |
| 2.  | Georgien    | 3   | 1 | 1 | 1 | 002:200 | ±0    | 04     |
| 3.  | Frankreich  | 3   | 0 | 2 | 1 | 003:600 | −3    | 02     |
| 4.  | Island      | 3   | 0 | 1 | 2 | 002:400 | −2    | 01     |

|                                             |   |             |           |
| Fr., 4. Mai 2012 um 18:30 Uhr in Ljubljana  |   |             |           |
| Georgien                                    | – | Deutschland | 0:1 (0:0) |
| Fr., 4. Mai 2012 um 20:30 Uhr in Domžale    |   |             |           |
| Frankreich                                  | – | Island      | 2:2 (1:0) |
| Mo., 7. Mai 2012 um 17:30 Uhr in Domžale    |   |             |           |
| Frankreich                                  | – | Georgien    | 1:1 (0:1) |
| Mo., 7. Mai 2012 um 18:30 Uhr in Ljubljana  |   |             |           |
| Island                                      | – | Deutschland | 0:1 (0:1) |
| Do., 10. Mai 2012 um 19:30 Uhr in Ljubljana |   |             |           |
| Deutschland                                 | – | Frankreich  | 3:0 (0:0) |
| Do., 10. Mai 2012 um 19:30 Uhr in Domžale   |   |             |           |
| Island                                      | – | Georgien    | 0:1 (0:0) |

### Gruppe B
| Pl. | Land        | Sp. | S | U | N | Tore    | Diff. | Punkte |
| --- | ----------- | --- | - | - | - | ------- | ----- | ------ |
| 1.  | Niederlande | 3   | 1 | 2 | 0 | 003:100 | +2    | 05     |
| 2.  | Polen       | 3   | 1 | 2 | 0 | 002:100 | +1    | 05     |
| 3.  | Belgien     | 3   | 1 | 1 | 1 | 003:200 | +1    | 04     |
| 4.  | Slowenien   | 3   | 0 | 1 | 2 | 003:700 | −4    | 01     |

|                                           |   |             |           |
| Fr., 4. Mai 2012 um 14:00 Uhr in Lendava  |   |             |           |
| Polen                                     | – | Belgien     | 1:0 (0:0) |
| Fr., 4. Mai 2012 um 20:15 Uhr in Maribor  |   |             |           |
| Slowenien                                 | – | Niederlande | 1:3 (0:2) |
| Mo., 7. Mai 2012 um 17:00 Uhr in Maribor  |   |             |           |
| Niederlande                               | – | Belgien     | 0:0       |
| Mo., 7. Mai 2012 um 20:15 Uhr in Lendava  |   |             |           |
| Slowenien                                 | – | Polen       | 1:1 (1:1) |
| Do., 10. Mai 2012 um 17:30 Uhr in Maribor |   |             |           |
| Belgien                                   | – | Slowenien   | 3:1 (1:1) |
| Do., 10. Mai 2012 um 17:30 Uhr in Lendava |   |             |           |
| Niederlande                               | – | Polen       | 0:0       |

## Finalrunde

### Halbfinale
|                                             |   |          |           |
| So., 13. Mai 2012 um 17:30 Uhr in Ljubljana |   |          |           |
| Deutschland                                 | – | Polen    | 1:0 (1:0) |
| So., 13. Mai 2012 um 20:30 Uhr in Ljubljana |   |          |           |
| Niederlande                                 | – | Georgien | 2:0 (0:0) |

### Finale
|                                             |   |             |                      |
| Mi., 16. Mai 2012 um 18:00 Uhr in Ljubljana |   |             |                      |
| Deutschland                                 | – | Niederlande | 1:1 (0:0), 4:5 i. E. |

## Schiedsrichter
Schiedsrichter
- Emir Alečković
- Marius Avram
- Mattias Gestranius
- Ivan Kružliak
- Harald Lechner
- Alan Mario Sant

Schiedsrichterassistenten
- Milutin Đukić
- Mark Gavin
- Serkan Gençerler
- Haralds Gudermanis
- Mubariz Hashimov
- Borut Križarić
- Leif Opland
- Jean-Yves Wicht

Vierte Offizielle
- Mitja Žganec
- Dejan Balažič

## Beste Torschützen
| Platz | Spieler       | Tore |
| ----- | ------------- | ---- |
| 1     | Max Meyer     | 3    |
| 2     | Leon Goretzka | 2    |
| 3     | 23 Spieler    | 1    |

## Beste Spieler
Von den UEFA.com-Reportern wurden zehn Spieler als beste Spieler der EM gewählt, wobei von jeder Mannschaft mindestens ein Spieler nominiert wurde. Von den beiden Finalisten wurden je zwei Spieler nominiert.
- Tor:  Oliver Schnitzler
- Abwehr:  Hjörtur Hermannsson,  Gracjan Horoszkiewicz,  Sébastien Locigno,  Otar Kakabadze
- Mittelfeld:  Nathan Aké,  Dino Hotič,  Thom Haye,  Mohamed Chemlal
- Angriff:  Max Meyer

## Fairplay-Auszeichnung
- Deutschland